# Sparkasse Mainfranken Würzburg
Die Sparkasse Mainfranken Würzburg ist ein öffentlich-rechtliches Kreditinstitut mit Sitz in Würzburg in Bayern. Ihr Geschäftsgebiet ist die Region Mainfranken.

## Organisationsstruktur
Die Sparkasse Mainfranken Würzburg ist eine Anstalt des öffentlichen Rechts. Rechtsgrundlagen sind das Sparkassengesetz, die bayerische Sparkassenordnung und die durch den Träger der Sparkasse erlassene Satzung. Organe der Sparkasse sind der Vorstand und der Verwaltungsrat.

## Geschäftsausrichtung
Die Sparkasse Mainfranken Würzburg betreibt als Sparkasse das Universalbankgeschäft. Die Sparkasse Mainfranken Würzburg wies im Geschäftsjahr 2023 eine Bilanzsumme von 10,789 Mrd. Euro aus und verfügte über Kundeneinlagen von 8,482 Mrd. Euro. Gemäß der Sparkassenrangliste 2023 liegt sie nach Bilanzsumme auf Rang 27. Sie unterhält 86 Filialen/Selbstbedienungsstandorte und beschäftigt 1.352 Mitarbeiter.

## Sparkassen-Finanzgruppe
Die Sparkasse Mainfranken Würzburg ist Teil der Sparkassen-Finanzgruppe. Sie vertreibt Bausparverträge der LBS, offene Investmentfonds der Deka und vermittelt Versicherungen der Versicherungskammer Bayern.

## Geschichte
1822 entstand mit auf Initiative von Bürgermeister Wilhelm Joseph Behr erfolgten Gründung der Würzburger Sparkasse eine der ersten städtischen Sparkassen Bayerns. Sie fand 1929 in einem Neubau am Kürschnerhof, auf dem Gelände des 1894 abgerissenen Landgerichtsgebäudes, ihr Domizil. Am Domhof ließ die Städtische Sparkasse 1951 (im Rahmen des Wiederaufbaus der Stadt Würzburg nach dem Zweiten Weltkrieg) für sich einen Neubau errichten.
1999 fusionierten folgende Sparkassen zur Sparkasse Mainfranken Würzburg:
- Sparkasse Main-Spessart, Karlstadt
- Kreis- und Stadtsparkasse Kitzingen, Kitzingen
- Stadtsparkasse Ochsenfurt, Ochsenfurt
- Kreissparkasse Würzburg, Würzburg
- Stadtsparkasse Würzburg, Würzburg